# Jane Asher
Jane Asher, född 5 april 1946 i London, är en brittisk TV- och filmskådespelare och författare. Asher är välkänd i Storbritannien för sin TV-karriär och har framträtt i en rad olika filmer och TV-serier. Hon gjorde filmdebut redan som femåring i Mandy. Hon är syster till Peter Asher. Under 1960-talet var hon förlovad med Paul McCartney. Numera är hon gift och har tre barn.

## Biografi

### Barndom
Jane Asher föddes den 5 april 1946 i London och är det näst äldsta barnet till Richard Alan John Asher och Margaret (född Eliot). Hennes far var läkare vid Central Middlesex Hospital och modern var professor i oboe vid Guildhall School of Music and Drama. Jane Asher utbildade sig vid Queen's College i London. Hennes äldre bror är musikproducenten Peter Asher (även känd som ena halvan av den berömda popduon Peter & Gordon). Hennes yngre syster, Clare Asher, är också skådespelerska, men arbetar främst med radioteater. 
Jane debuterade som barnskådespelare redan 1952 i rollen som Nina i filmen I morgon börjar livet. 1955 medverkade hon i science fiction-filmen The Quatermass Xperiment och mellan åren 1956 och 1958 spelade hon, tillsammans med sin bror Peter, in tre avsnitt av TV-serien The Adventures of Robin Hood för brittisk TV. Hon medverkade även i panelen för BBC:s Juke Box Jury. I filmen The Greengage Summer från 1961 spelade hon mot Kenneth More och Susannah York och 1966 medverkade hon i filmen Alfie tillsammans med Michael Caine.

### Relationen till Paul McCartney
1963 intervjuade Jane Asher The Beatles och en fotograf bad henne att posera tillsammans med bandet. Det är det första kända fotografiet av Jane och Paul tillsammans.. Jane Ashers förhållande till Paul varade i fem år. År 1967 förlovade de sig .
Hon blev en inspiration för flera av McCartneys låtar som "All My Loving," "And I Love Her," "I'm Looking Through You," "You Won't See Me," "We Can Work It Out," "Here, There and Everywhere" och "For No One". Paul McCartney skrev också fyra låtar till hennes bror Peter i duon Peter and Gordon."A World Without Love", "Nobody I Know", "I Don´t Want To See You Again" och "Woman".
Jane bröt deras förlovning under våren 1968 då hon fann honom i säng med en annan kvinna, Francie Schwartz, en av Pauls många otrohetsaffärer.

### Senare karriär
Asher har varit med i många TV-serier och har även skrivit ett antal böcker, bland annat romanen The Longing (1996). Hon driver ett cateringföretag som specialiserar sig på dekorativa tårtor. Hon är också aktiv i National Autistic Society och Child Accident Prevention Trust.

## Filmografi (urval)
- 1952 – I morgon börjar livet
- 1956 – Charley Moon
- 1961 – Det hände den sommaren
- 1963 – Girl in the Headlines
- 1964 – De blodtörstiga
- 1966 – Fallet Alfie
- 1970 – Smörblommekedjan
- 1971 – Gå på djupet
- 1972 – Henrik VIII och hans sex hustrur
- 1981 – En förlorad värld (TV-serie)
- 1985 – Alice i nya underlandet
- 1985 – Rece do góry
- 1988 – Paris by Night
- 1993 – Closing Numbers
- 2004 – Miss Marple: Mordet i prästgården (TV-film)
- 2005 – Tirante el Blanco
- 2007 – Trångt i kistan

## Böcker översatta till svenska
- Dödlig längtan 2000 (The Longing)